# John Rajchman
Pour les articles homonymes, voir Rajchman.
John Rajchman est un philosophe américain, né le 25 juin 1946.
Ses travaux s'inscrivent dans les domaines de l'histoire de l'art, l'architecture et la philosophie continentale, et il enseigne à l'université Columbia à New York. Il a introduit ou participé à la diffusion de nombreux penseurs français contemporains, tels que Paul Virilio, Michel Foucault, Gilles Deleuze ou encore Jacques Lacan aux États-Unis.

## Ouvrages principaux
- Le Savoir-faire avec l'inconscient : éthique et psychanalyse  (trad. de l'anglais par Sylvie Durastanti), Paris, W. Blake, 1986, 33 p. (ISBN 2-905810-06-8)
- Michel Foucault : la liberté de savoir  (trad. de l'anglais par Sylvie Durastanti), Paris, Presses universitaires de France, 1987, 152 p. (ISBN 2-13-039792-1)
- avec Cornel West (dir.) (trad. Andrée Lyotard-May), La Pensée américaine contemporaine, Paris, Presses universitaires de France, 1991, 406 p. (ISBN 2-13-043021-X)
- Érotique de la vérité. Foucault, Lacan et la question de l'éthique  (trad. Oristelle Bonis), Paris, Presses universitaires de France, coll. « Pratiques théoriques », 1994, 198 p. (ISBN 2-13-046431-9)
- (en) The Identity in question, Londres, Routledge, 1995, 295 p. (ISBN 0-415-90618-0, lire en ligne)
- (en) Constructions, Cambridge, MIT Press, 1998, 143 p. (ISBN 0-262-68096-3, lire en ligne)
- (en) The Deleuze Connections, Cambridge, MIT Press, 2000, 167 p. (ISBN 0-262-68120-X, lire en ligne)
- Constructions, préface de Paul Virilio, trad. Guy Le Gaufey, Paris, L'Unebévue, 2002.  (ISBN 2-914596-02-2)